# Handball aux Jeux africains
Le handball est une discipline présente aux Jeux africains depuis les Jeux de 1965 à Brazzaville. Depuis les Jeux de 1978 à Alger, un tournoi féminin a également lieu.
Chez les hommes, l'Égypte est la plus titrée avec 8 victoires, la dernière lors des Jeux de 2023. 
Chez les femmes, le palmarès est dominé par l'Angola, vainqueur aux Jeux de 2023 de son 8e titre. 

## Palmarès masculin

### Palmarès détaillé
Le tableau suivant retrace pour chaque édition de la compétition le palmarès du tournoi et la ville hôte :
| Année       | Ville hôte    | Médaille d'or, Afrique | Médaille d'argent, Afrique | Médaille de bronze, Afrique |
| ----------- | ------------- | ---------------------- | -------------------------- | --------------------------- |
| 1965        | Brazzaville   | Égypte                 | Côte d'Ivoire              | Tunisie                     |
| 1973        | Lagos         | Algérie                | Égypte                     | Sénégal                     |
| 1978        | Alger         | Algérie                | Tunisie                    | Cameroun                    |
| 1987        | Nairobi       | Algérie                | RP Congo                   | Égypte                      |
| 1991        | Le Caire      | Égypte                 | Algérie                    | Nigeria                     |
| 1995 (en)   | Harare        | Égypte                 | Cameroun                   | Nigeria                     |
| 1999 (en)   | Johannesbourg | Algérie                | Égypte                     | Ghana                       |
| 2003 (en)   | Abuja         | Égypte                 | Algérie                    | Nigeria                     |
| 2007        | Alger         | Égypte                 | Algérie                    | Tunisie                     |
| 2011 (en)   | Maputo        | Égypte                 | Angola                     | Algérie                     |
| 2015        | Brazzaville   | Égypte                 | Angola                     | Congo                       |
| 2019        | Casablanca    | Angola                 | Égypte                     | Maroc                       |
| 2023 (2024) | Accra         | Égypte                 | RD Congo                   | Nigeria                     |

### Tableau d'honneur
| Rang  | Nation        | Médaille d'or, Afrique | Médaille d'argent, Afrique | Médaille de bronze, Afrique | Total |
| ----- | ------------- | ---------------------- | -------------------------- | --------------------------- | ----- |
| 1     | Égypte        | 8                      | 3                          | 1                           | 12    |
| 2     | Algérie       | 4                      | 3                          | 1                           | 8     |
| 3     | Angola        | 1                      | 2                          | 0                           | 3     |
| 4     | Tunisie       | 0                      | 1                          | 2                           | 3     |
| 5     | Cameroun      | 0                      | 1                          | 1                           | 2     |
| 5     | / Congo       | 0                      | 1                          | 1                           | 2     |
| 7     | Côte d'Ivoire | 0                      | 1                          | 0                           | 1     |
| 7     | RD Congo      | 0                      | 1                          | 0                           | 1     |
| 9     | Nigeria       | 0                      | 0                          | 4                           | 4     |
| 10    | Ghana         | 0                      | 0                          | 1                           | 1     |
| 10    | Maroc         | 0                      | 0                          | 1                           | 1     |
| 10    | Sénégal       | 0                      | 0                          | 1                           | 1     |
| Total | Total         | 13                     | 13                         | 13                          | 39    |

### Bilan par équipe
| Nation\Édition | 65                          | 73                          | 78                          | 87                          | 91                          | 95                          | 99                          | 03                          | 07                          | 11                          | 15                          | 19                          | 23                          | Total |
| -------------- | --------------------------- | --------------------------- | --------------------------- | --------------------------- | --------------------------- | --------------------------- | --------------------------- | --------------------------- | --------------------------- | --------------------------- | --------------------------- | --------------------------- | --------------------------- | ----- |
| Afrique du Sud | -                           | -                           | -                           | -                           | -                           | -                           | 4                           | 8                           | -                           | -                           | -                           | -                           | -                           | 2     |
| Algérie        | -                           | Médaille d'or, Afrique      | Médaille d'or, Afrique      | Médaille d'or, Afrique      | Médaille d'argent, Afrique  | -                           | Médaille d'or, Afrique      | Médaille d'argent, Afrique  | Médaille d'argent, Afrique  | Médaille de bronze, Afrique | -                           | 4                           | -                           | 9     |
| Angola         | -                           | -                           | -                           | -                           | -                           | -                           | -                           | -                           | 4                           | Médaille d'argent, Afrique  | Médaille d'argent, Afrique  | Médaille d'or, Afrique      | -                           | 4     |
| / Bénin        | 7                           | -                           | 6                           | -                           | -                           | -                           | -                           | -                           | -                           | -                           | -                           | -                           | 4                           | 3     |
| Burkina Faso   | -                           | -                           | -                           | -                           | -                           | -                           | -                           | -                           | -                           | -                           | -                           | 9                           | -                           | 1     |
| Cameroun       | 5                           | 5                           | Médaille de bronze, Afrique | 4                           | 4                           | Médaille d'argent, Afrique  | Forfait                     | 5                           | 5                           | 6                           | Forfait                     | -                           | -                           | 8     |
| Cap-Vert       | -                           | -                           | -                           | -                           | -                           | -                           | -                           | -                           | -                           | -                           | Forfait                     | -                           | -                           | 0     |
| / Congo        | -                           | -                           | -                           | Médaille d'argent, Afrique  | -                           | -                           | -                           | -                           | Forfait                     | 7                           | Médaille de bronze, Afrique | -                           | -                           | 4     |
| RD Congo       | -                           | -                           | -                           | -                           | -                           | -                           | -                           | 7                           | -                           | -                           | 9                           | 5                           | Médaille d'argent, Afrique  | 4     |
| Côte d'Ivoire  | Médaille d'argent, Afrique  | 4                           | Forfait                     | -                           | -                           | -                           | -                           | -                           | 7                           | -                           | 7                           | -                           | -                           | 4     |
| / Égypte       | Médaille d'or, Afrique      | Médaille d'argent, Afrique  | Abandon                     | Médaille de bronze, Afrique | Médaille d'or, Afrique      | Médaille d'or, Afrique      | Médaille d'argent, Afrique  | Médaille d'or, Afrique      | Médaille d'or, Afrique      | Médaille d'or, Afrique      | Médaille d'or, Afrique      | Médaille d'argent, Afrique  | Médaille d'or, Afrique      | 13    |
| Éthiopie       | -                           | -                           | -                           | -                           | 6                           | -                           | -                           | -                           | -                           | -                           | -                           | -                           | -                           | 1     |
| Gabon          | -                           | -                           | -                           | -                           | -                           | -                           | -                           | -                           | -                           | 9                           | 6                           | -                           | -                           | 2     |
| Ghana          | -                           | -                           | -                           | -                           | -                           | -                           | Médaille de bronze, Afrique | 6                           | -                           | 12                          | -                           | -                           | 7                           | 4     |
| Guinée         | -                           | -                           | -                           | -                           | -                           | -                           | -                           | -                           | -                           | -                           | -                           | 7                           | -                           | 1     |
| Kenya          | -                           | -                           | -                           | 5-7                         | -                           | -                           | -                           | -                           | -                           | 10                          | 10                          | -                           | 5                           | 4     |
| Libye          | -                           | -                           | -                           | -                           | -                           | -                           | -                           | -                           | -                           | -                           | 5                           | -                           | -                           | 1     |
| Madagascar     | 4                           | 6                           | 4                           | 5-7                         | Forfait                     | -                           | Forfait                     | -                           | -                           | 11                          | -                           | -                           | -                           | 5     |
| Mali           | -                           | -                           | -                           | -                           | -                           | -                           | -                           | -                           | -                           | -                           | -                           | -                           | 6                           | 1     |
| Maroc          | -                           | -                           | -                           | -                           | -                           | -                           | -                           | -                           | -                           | -                           | -                           | Médaille de bronze, Afrique | -                           | 1     |
| Mozambique     | -                           | -                           | -                           | Forfait                     | -                           | -                           | -                           | -                           | -                           | 8                           | -                           | -                           | -                           | 1     |
| Namibie        | -                           | -                           | -                           | -                           | Forfait                     | -                           | -                           | -                           | -                           | -                           | -                           | -                           | -                           | 0     |
| Nigeria        | -                           | 8                           | -                           | -                           | Médaille de bronze, Afrique | Médaille de bronze, Afrique | Forfait                     | Médaille de bronze, Afrique | 6                           | 5                           | 4                           | 6                           | Médaille de bronze, Afrique | 9     |
| Sénégal        | 6                           | Médaille de bronze, Afrique | 5                           | 5-7                         | 5                           | -                           | -                           | 4                           | -                           | 4                           | 8                           | -                           | -                           | 8     |
| Togo           | -                           | 7                           | -                           | -                           | -                           | -                           | -                           | -                           | -                           | -                           | -                           | -                           | 8                           | 2     |
| Tunisie        | Médaille de bronze, Afrique | -                           | Médaille d'argent, Afrique  | -                           | -                           | -                           | -                           | -                           | Médaille de bronze, Afrique | -                           | -                           | -                           | -                           | 3     |
| Zambie         | -                           | -                           | -                           | -                           | -                           | -                           | -                           | -                           | -                           | -                           | -                           | 8                           | -                           | 1     |
| Zimbabwe       | -                           | -                           | -                           | -                           | -                           | 4                           | Forfait                     | -                           | -                           | -                           | -                           | -                           | -                           | 1     |

## Palmarès féminin

### Palmarès détaillé
Le tableau suivant retrace pour chaque édition de la compétition le palmarès du tournoi et la ville hôte :
| Année       | Ville hôte    | Médaille d'or, Afrique | Médaille d'argent, Afrique | Médaille de bronze, Afrique |
| ----------- | ------------- | ---------------------- | -------------------------- | --------------------------- |
| 1978        | Alger         | Algérie                | Cameroun                   | Tunisie                     |
| 1987        | Nairobi       | Côte d'Ivoire          | RP Congo                   | Cameroun                    |
| 1991        | Le Caire      | Angola                 | Côte d'Ivoire              | Nigeria                     |
| 1995 (en)   | Harare        | Angola                 | Congo                      | Nigeria                     |
| 1999 (en)   | Johannesbourg | Angola                 | Congo                      | Cameroun                    |
| 2003 (en)   | Abuja         | Cameroun               | Côte d'Ivoire              | Angola                      |
| 2007        | Alger         | Angola                 | Congo                      | Côte d'Ivoire               |
| 2011 (en)   | Maputo        | Angola                 | Congo                      | Cameroun                    |
| 2015        | Brazzaville   | Angola                 | Cameroun                   | Sénégal                     |
| 2019        | Casablanca    | Angola                 | Cameroun                   | RD Congo                    |
| 2023 (2024) | Accra         | Angola                 | RD Congo                   | Cameroun                    |

### Tableau d'honneur
| Rang  | Nation        | Médaille d'or, Afrique | Médaille d'argent, Afrique | Médaille de bronze, Afrique | Total |
| ----- | ------------- | ---------------------- | -------------------------- | --------------------------- | ----- |
| 1     | Angola        | 8                      | 0                          | 1                           | 9     |
| 2     | Cameroun      | 1                      | 3                          | 4                           | 8     |
| 3     | Côte d'Ivoire | 1                      | 2                          | 1                           | 4     |
| 4     | Algérie       | 1                      | 0                          | 0                           | 1     |
| 5     | / Congo       | 0                      | 5                          | 0                           | 5     |
| 6     | RD Congo      | 0                      | 1                          | 1                           | 2     |
| 7     | Nigeria       | 0                      | 0                          | 2                           | 2     |
| 8     | Sénégal       | 0                      | 0                          | 1                           | 1     |
| 8     | Tunisie       | 0                      | 0                          | 1                           | 1     |
| Total | Total         | 11                     | 11                         | 11                          | 33    |

### Bilan par équipe
| Nation\Édition | 78                        | 87                        | 91                        | 95                        | 99                        | 03                          | 07                        | 11                        | 15                        | 19                        | 23                        | Total |
| -------------- | ------------------------- | ------------------------- | ------------------------- | ------------------------- | ------------------------- | --------------------------- | ------------------------- | ------------------------- | ------------------------- | ------------------------- | ------------------------- | ----- |
| Afrique du Sud | -                         | -                         | -                         | -                         | 7                         | -                           | -                         | -                         | -                         | -                         | -                         | 1     |
| Algérie        | Médaille d'or, monde      | -                         | -                         | 4                         | 4                         | 6                           | 7                         | 4                         | -                         | 6                         | 4                         | 8     |
| Angola         | -                         | -                         | Médaille d'or, Afrique    | Médaille d'or, Afrique    | Médaille d'or, Afrique    | Médaille de bronze, Afrique | Médaille d'or, Afrique    | Médaille d'or, Afrique    | Médaille d'or, Afrique    | Médaille d'or, Afrique    | Médaille d'or, Afrique    | 9     |
| Burkina Faso   | -                         | -                         | -                         | -                         | -                         | -                           | -                         | -                         | 8                         | -                         | 7                         | 2     |
| Cap-Vert       | -                         | -                         | -                         | -                         | -                         | -                           | -                         | 8                         | -                         | -                         | -                         | 1     |
| Cameroun       | Médaille d'argent, monde  | Médaille de bronze, monde | -                         | -                         | Médaille de bronze, monde | Médaille d'or, monde        | 4                         | Médaille de bronze, monde | Médaille d'argent, monde  | Médaille d'argent, monde  | Médaille de bronze, monde | 9     |
| Congo          | -                         | Médaille d'argent, monde  | -                         | Médaille d'argent, monde  | Médaille d'argent, monde  | 4                           | Médaille d'argent, monde  | Médaille d'argent, monde  | 6                         | -                         | -                         | 7     |
| / RD Congo     | -                         | -                         | -                         | -                         | -                         | 7                           | -                         | 6                         | 7                         | Médaille de bronze, monde | Médaille d'argent, monde  | 5     |
| Côte d'Ivoire  | 4                         | Médaille d'or, monde      | Médaille d'argent, monde  | -                         | 5                         | Médaille d'argent, monde    | Médaille de bronze, monde | -                         | 5                         | -                         | -                         | 7     |
| Égypte         | 6                         | -                         | -                         | 5                         | -                         | -                           | -                         | -                         | -                         | -                         | -                         | 2     |
| Ghana          | -                         | -                         | -                         | -                         | -                         | -                           | -                         | 10                        | -                         | -                         | 6                         | 2     |
| Guinée         | -                         | -                         | -                         | -                         | -                         | -                           | -                         | -                         | -                         | 4                         | -                         | 1     |
| Kenya          | -                         | -                         | -                         | -                         | -                         | 8                           | 8                         | 7                         | 10                        | 10                        | -                         | 5     |
| Madagascar     | -                         | -                         | -                         | -                         | -                         | -                           | -                         | 12                        | -                         | -                         | -                         | 1     |
| Mali           | -                         | -                         | -                         | -                         | -                         | -                           | -                         | -                         | 9                         | -                         | 8                         | 2     |
| Maroc          | -                         | -                         | -                         | -                         | -                         | -                           | -                         | -                         | -                         | 7                         | -                         | 1     |
| Mozambique     | -                         | -                         | -                         | -                         | -                         | -                           | -                         | 11                        | -                         | -                         | -                         | 1     |
| Nigeria        | 5                         | -                         | Médaille de bronze, monde | Médaille de bronze, monde | -                         | 5                           | 5                         | 5                         | 4                         | 9                         | -                         | 8     |
| Ouganda        | -                         | -                         | -                         | 7                         | -                         | -                           | -                         | -                         | -                         | 8                         | 5                         | 3     |
| Sénégal        | -                         | 4                         | 4                         | -                         | 6                         | -                           | -                         | 9                         | Médaille de bronze, monde | -                         | -                         | 5     |
| Tunisie        | Médaille de bronze, monde | -                         | -                         | -                         | -                         | -                           | 6                         | -                         | -                         | 5                         | -                         | 3     |
| Zambie         | -                         | -                         | -                         | -                         | -                         | -                           | -                         | -                         | 11                        | -                         | -                         | 1     |
| Zimbabwe       | -                         | -                         | -                         | 6                         | -                         | -                           | -                         | -                         | -                         | -                         | -                         | 1     |